# Marco et Antonio Manetti
Pour les articles homonymes, voir Manetti et Antonio Manetti.
Marco et Antonio Manetti, parfois désignés sous le nom de Frères Manetti ou Manetti Bros., sont des réalisateurs et scénaristes italiens.

## Biographie
Lors de la 63e cérémonie des David di Donatello, le film Ammore e malavita remporte cinq récompenses dont le prix David di Donatello du meilleur film.

## Filmographie

### Comme réalisateurs
- 1994 : De Generazione - segment Consegna a domicilio
- 1997 : Torino Boys (it) (TV)
- 2000 : Zora la vampira
- 2005 : Piano 17 (it)
- 2006 : Crimini (série TV)
- 2006-2016 : L'ispettore Coliandro (série TV, 20 épisodes)
- 2009 : Cavie
- 2010 : Il caso Carretta
- 2011 : L'arrivo di Wang (it)
- 2012 : Paura (it)
- 2013 : Song'e Napule (it)
- 2014-2015 : Il commissario Rex (série TV, 23 épisodes)
- 2017 : Ammore e malavita
- 2021 : Diabolik
- 2022 : Diabolik: Ginko all'attacco
- 2023 : Diabolik: Chi sei?[2]
- 2024 : U.S. Palmese (en)